# Tim Berrett
Timothy B. "Tim" Berrett (né le 23 janvier 1965 à Tunbridge Wells en Angleterre) est un athlète canadien, spécialiste de la marche athlétique. 

## Biographie
Il obtient deux médailles aux Jeux du Commonwealth, la première d'argent en 1994 sur la distance peu courue du 30 km, la seconde de bronze en 2002 sur 50 km, sa distance de prédilection. 
Entre 1991 et 2008, il a participé à neuf éditions consécutives des championnats du monde d'athlétisme (septième en 1993) et à cinq Jeux olympiques (dixième en 1996).

### Palmarès
| Date | Compétition           | Lieu       | Résultat | Épreuve      | Performance     |
| ---- | --------------------- | ---------- | -------- | ------------ | --------------- |
| 1993 | Championnats du monde | Stuttgart  | 7e       | 50 km marche | 3 h 50 min 23 s |
| 1994 | Jeux du Commonwealth  | Victoria   | 2e       | 30 km marche | 2 h 8 min 22 s  |
| 1996 | Jeux olympiques       | Atlanta    | 10e      | 50 km marche | 3 h 51 min 28 s |
| 2002 | Jeux du Commonwealth  | Manchester | 3e       | 50 km marche | 4 h 4 min 25 s  |

### Records
| Épreuve                 | Performance            | Lieu     | Date            |
| ----------------------- | ---------------------- | -------- | --------------- |
| 20 km marche            | 1 h 21 min 46 s        | Victoria | 13 juillet 2011 |
| 20 000 m marche (piste) | 1 h 22 min 27 s 0 (RN) | Edmonds  | 9 juin 1996     |
| 50 km marche            | 3 h 50 min 20 s        | Tijuana  | 21 mars 2004    |
| 50 000 m marche (piste) | 3 h 52 min 21 s 0 (RN) | Victoria | 20 octobre 2000 |